# Factor de multiplicación de la distancia focal

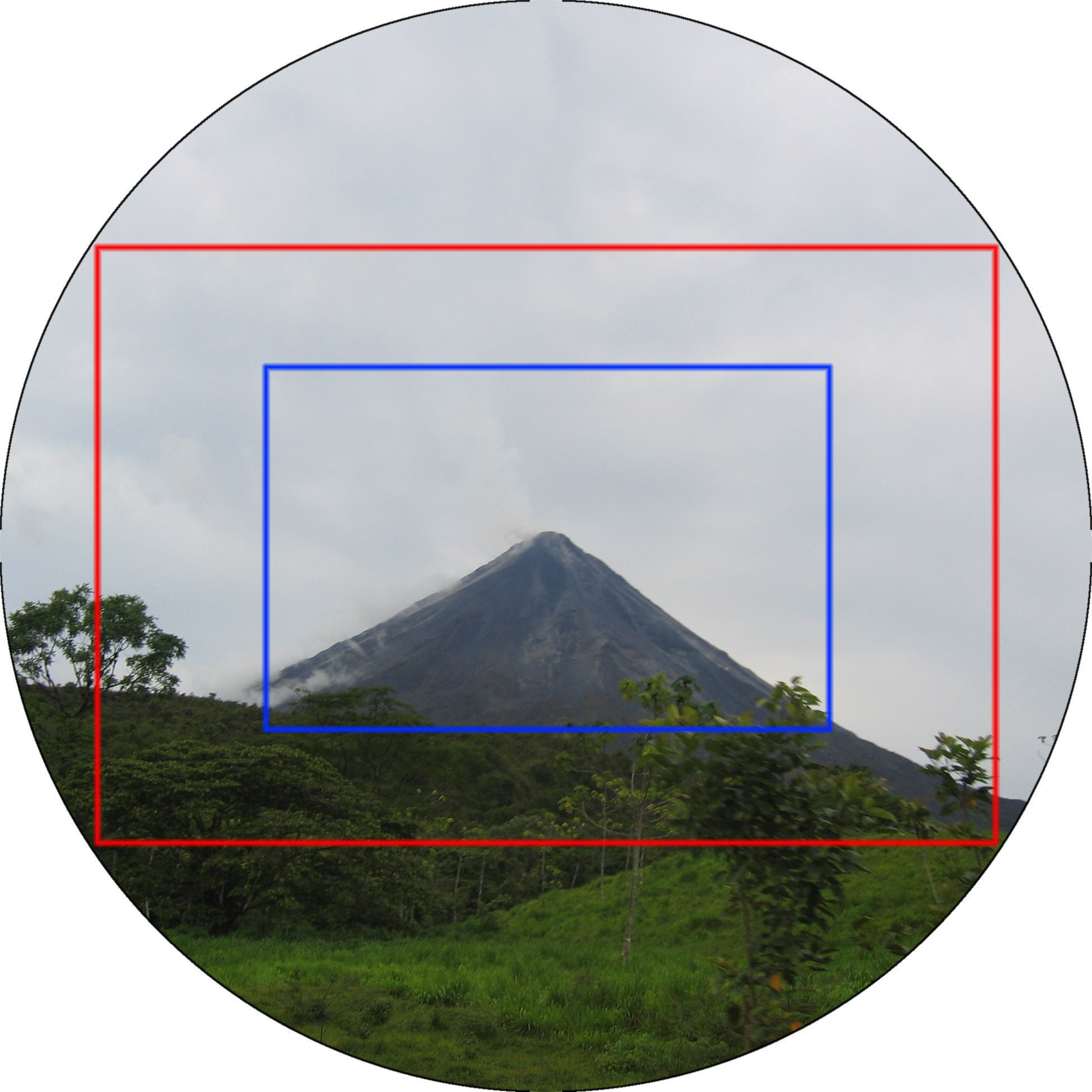
El rectángulo exterior de color rojo muestra lo que un sensor de 24×36 mm ve, el interior de color azul lo que vería un sensor de 15×23 mm. (El círculo muestra la imagen real de la mayoría de los objetivos diseñados para formato 35 mm SLR que se extiende más allá del rectángulo rojo).

El factor de multiplicación de la distancia focal es un concepto que siempre ha existido —un objetivo "normal" para una cámara de 35mm (24×36mm), era un gran angular para una Rolleiflex o Hasselblad (6×6cm)— pero ha empezado a cobrar importancia con la aparición de las cámaras fotográficas digitales. Es el valor numérico por el que ha de multiplicarse la distancia focal de un objetivo, para determinar la distancia focal equivalente respecto a una cámara de formato 24 × 36 mm, a fin de saber qué objetivo sería en ese formato que nos sirve de referencia. El campo visual o encuadre de la imagen lo tenemos asociado al formato de "paso universal" o de 35 mm del uso de las cámaras de película química, las cuales registran una imagen de 24 × 36 mm, medida que se sigue manteniendo en las cámaras digitales llamadas de formato completo "FF" (Full Frame).

## Detalles
En una cámara digital cuyo sensor de imagen es más pequeño que el tamaño "FF", se produce un efecto de recorte de la imagen, pues sólo se obtiene una parte central de la imagen proyectada por el objetivo, lo que tiene como consecuencia que con una misma distancia focal se obtiene un ángulo de visión menor.

## Resumen
Cambios producidos en diferentes parámetros por cambio de formato

### Distancia focal
Es un valor inherente a la construcción óptica y por lo tanto independiente del formato que elijamos.

### Diafragma
Se mantiene constante.

### Encuadre y ángulo de registro de la imagen
El ángulo varía según el formato. Cuanto más pequeño sea, menor será el ángulo de registro y por consiguiente abarcará menos cantidad de espacio en la escena. Ejemplo: una imagen tomada con un objetivo de 50 mm en una cámara digital de formato APS-C, factor de multiplicación 1,6, tendrá el mismo encuadre que se obtendría con una cámara de formato completo de 24 × 36 mm y un objetivo de 80 mm.

### Profundidad de campo
La profundidad de campo es el espacio por delante y por detrás del plano enfocado, comprendido entre el primer y el último punto apreciablemente nítido reproducidos en el mismo plano de enfoque.
Depende de cuatro factores: el círculo de confusión (y por tanto el formato y el tamaño de la impresión, además de la distancia de observación y de la capacidad resolutiva de cada observador), la distancia focal, el número f y la distancia de enfoque.
La profundidad de campo depende por tanto de la distancia focal. Se ha dicho anteriormente que la distancia focal no varía, por lo que la profundidad de campo tampoco, siempre y cuando de cada formato ampliemos una copia proporcional, y las veamos, tengan el tamaño que tengan, a la misma distancia.
Si en vez de observarlas de esta forma, las obsevamos a la distancia proporcional al tamaño de la copia, resulta que tendría más profundidad de campo la copia del formato más grande ya que la observamos más lejos también, cosa contraria a lo que se cree. Pero resulta que como para mantener la misma angulación hay que utilizar ópticas con más distancia focal y resulta que ese parámetro es de mayor influencia en la profundidad de campo, al final tiene más el formato menor, pero por poco. Esta diferencia se incrementa cuando las observamos a la misma distancia, ya que de esta forma sólo influye la distancia focal. 
Si deseamos obtener la misma fotografía, con el mismo encuadre o ángulo y la misma profundidad de campo, en ambos tipos de cámara, habrá que multiplicar el diafragma por factor de multiplicación. Si en un objetivo de 50 mm tomamos un diafragma f:2 con un factor de multiplicación 1,6, será equivalente a la imagen obtenida en una cámara de formato completo con un objetivo de 80mm y diafragma de f:3,2. Siempre y cuando ampliemos al mismo tamaño y las veamos a la misma distancia.
La profundidad de campo (PDC) puede aproximarse mediante la fórmula:
{\displaystyle PDC={\frac {2Hs^{2}}{H^{2}-s^{2}}}}, para {\displaystyle H>s}
donde s es la distancia a la que enfocamos y H es la distancia hiperfocal. 
El PNC (punto nítido más cercano):
{\displaystyle PNC=F\cdot u(F+cf)/F^{2}+ucf}
PNL (punto nítido más lejano):
{\displaystyle PNL=F\cdot u(F-cf)/F^{2}-ucf}
siendo F la (distancia focal), u (la distancia objetivo sujeto), f (número f), c (círculo de confusión máximo)
{\displaystyle H={\frac {F^{2}}{fc}}}
Dada la distancia de enfoque s, la profundidad de campo guarda una relación inversa con la distancia hiperfocal H. Por otro lado, conforme s tiende a H, PDC tiende a infinito, y cuando s adopta un valor muy cercano a F (macrofotografía), PDC tiende a 0.
Es fácil ver que hay una relación inversa entre el formato y la profundidad de campo, si igualamos el ángulo de visión. En efecto, la profundidad de campo y la distancia hiperfocal (las variables PDC y H) mantienen una relación inversa entre sí, por lo que, si sustituimos el círculo de confusión por otro menor (dividiendo por un factor de recorte q), y hacemos lo propio con la distancia focal (F), tendremos una nueva distancia hiperfocal menor que la original. En efecto,
{\displaystyle H_{1}>H_{2}\,}
{\displaystyle H_{1}={\frac {F^{2}}{fc}}}
{\displaystyle H_{2}={\frac {({\frac {F}{q}})^{2}}{f{\frac {c}{q}}}}}
Obsérvese que hemos dividido el numerador de {\displaystyle H_{2}\,} por {\displaystyle q^{2}\,} pero el denominador solo por q. Dada la relación inversa antes mencionada, un formato menor, con un círculo de confusión menor, tendrá, para el mismo ángulo de visión, abertura, distancia de enfoque, tamaño de copia y distancia de observación, mayor profundidad de campo.

### Luminosidad
No afecta. Un objetivo 50 mm en una cámara con 1,6 de factor de multiplicación a f:1,8, sería como un objetivo de 80 mm f:1,8 en una cámara FF.

### Estabilidad
Para tomas a pulso, sin trípode, es generalmente usada la norma de velocidad mínima de exposición de (1/distancia focal) segundos para asegurar que la foto no salga movida y esto se calculó que funcionaba bien en paso universal de 24 × 36 mm. Esta norma sigue siendo válida en formatos más pequeños usando el factor de multiplicación, ya que si lo que tenemos respecto al formato completo de 24 × 36 es una óptica con más distancia focal, el efecto de movimiento corresponde al de la óptica compensada. No produce la misma trepidación un 50 mm  por ejemplo, en una cámara de 6 × 6 cm que equivale a un angular, que si se lo ponemos a una cámara de APS-C en la cual equivale a un tele corto. Explicado de otra forma, una trepidación de 1 mm en los 56 mm que tiene el formato medio de película, supone un porcentaje inferior respecto a toda la foto que si movemos ese mismo milímetro en una distancia de 23 mm que tiene el sensor de la APS-C